# 特热比奇
特热比奇（德语：Trebitsch）位于捷克维索奇纳州南部，是特热比奇县的县治。

## 友好城市
- 德国奥沙茨
- 奥地利利林费尔德
- 斯洛伐克胡门内
- 波蘭凱爾采